# No Frills (Bette Midler)
No Frills è il sesto album in studio della cantante statunitense Bette Midler, pubblicato nel 1983.

## Tracce
Side A
1. Is It Love (Nick Gilder, James McCulloch) - 4:43
2. Favorite Waste of Time (Marshall Crenshaw) - 2:43
3. All I Need to Know (Barry Mann, Cynthia Weil, Tom Snow) - 4:08
4. Only in Miami (Max Gronenthal) - 4:35
5. Heart Over Head (Andy Goldmark, Robin Batteau, Brock Walsh) - 2:52

Side B
1. Let Me Drive (Greg Prestopino, Matthew Wilder) - 4:02
2. My Eye on You (Moon Martin, Bill House) - 4:03
3. Beast of Burden (Mick Jagger, Keith Richards) - 3:48
4. Soda and a Souvenir (Jessica Harper) - 3:23
5. Come Back Jimmy Dean (Bette Midler, Jerry Blatt, Brock Walsh) - 3:51